# Sonnborner Kalkgebiet
Das Sonnborner Kalkgebiet ist eine Naturräumliche Einheit mit der Ordnungsnummer 3371.37 auf dem Stadtgebiet der bergischen Großstadt Wuppertal (Stadtteil Sonnborn) innerhalb der Wuppertaler Senke. Die Senke besteht aus stark gefalteten, durch hohe Niederschläge abgetragenen und verkarsteten Massenkalken aus dem Mitteldevon.

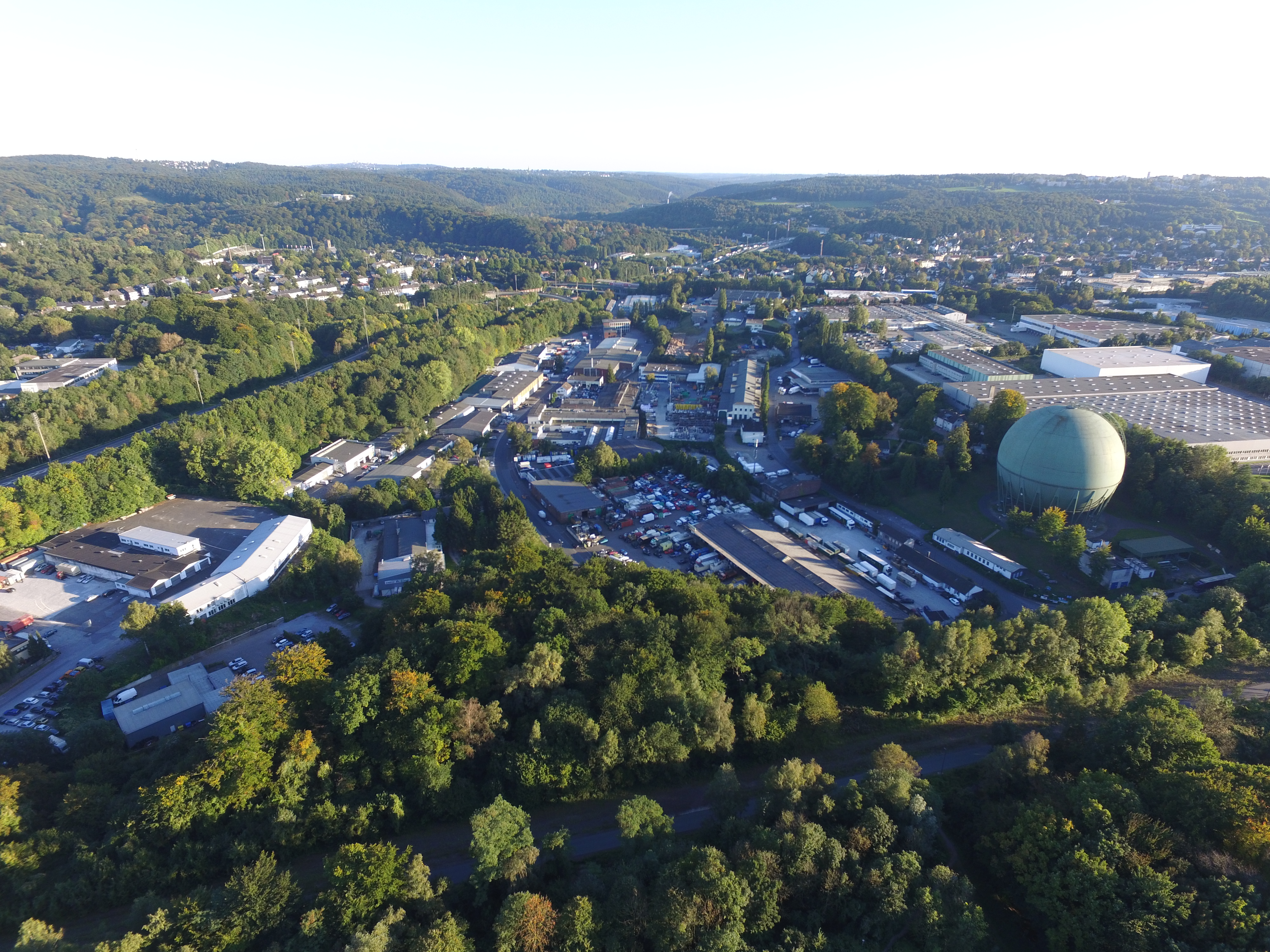
Blick über das Wuppertaler Quartier Industriestraße in das Sonnborner Kalkgebiet

Das Kalkgebiet steigt von den unteren Flächen am Wupperknie bei Hammerstein (Höhe auf 130 m), die aus Schotterablagerungen bestehen, nach Norden stufenförmig auf Kalkhochflächen an, die bis auf 200 m Höhe reichen. Diese Kalkhochflächen werden von Seiten- und Trockentäler in einzelne Plateaus gegliedert. Weiter nach Norden und nach Süden steigen steile Hänge auf hochgelegene Höhenrücken und Hochflächen an, die aus Grauwacken und Schiefern bestehen. Im Osten grenzt der Nützenberger Querriegel das Sonnborner Kalkgebiet von der Elberfelder Kalksenke ab. Im Westen geht das Kalkgebiet in die Vohwinkeler Senke über.
In dem Kalkgebiet befinden sich zahlreiche Dolinen, die mit mittelmiozänischen Sanden gefüllt sind. Das Kalkgebiet ist mit Wohnbebauung und Gewerbeflächen des Wuppertaler Stadtteils Sonnborn bedeckt. Zahlreiche Verkehrswege, darunter die Bundesautobahn 46  mit dem Sonnborner Kreuz, die Bundesautobahn 535, die Bundesstraße 7, die Bundesstraße 228, die Landesstraße 418 und die Landesstraße 74, sowie die Bahnstrecke Elberfeld–Dortmund durchmessen es.